# Márokpapi, Szabolcs-Szatmár-Bereg
Márokpapi  este un sat în districtul Vásárosnamény, județul Szabolcs-Szatmár-Bereg, Ungaria, având o populație de 457 de locuitori (2011). 

## Demografie
Componența etnică a satului Márokpapi
     Maghiari (85,95%)
     Romi (13,21%)
     Ruși (0,84%)
Componența confesională a satului Márokpapi
     Reformați (49,89%)
     Romano-catolici (29,32%)
     Greco-catolici (2,19%)
     Fără religie (1,09%)
     Necunoscută (17,51%)
     Alte religii (1,75%)
Conform recensământului din 2011, satul Márokpapi avea 457 de locuitori. Din punct de vedere etnic, majoritatea locuitorilor (85,95%) erau maghiari, cu o minoritate de romi (13,21%). Nu există o religie majoritară, locuitorii fiind reformați (49,89%), romano-catolici (29,32%), greco-catolici (2,19%) și persoane fără religie (1,09%). Pentru 17,51% din locuitori nu este cunoscută apartenența confesională.